# Terni
Terni este un oraș în regiunea Umbria, Italia centrală.

## Date geografice
Terni se află amplasat la altitudinea de 130 m deasupra n.m. într-o regiune de câmpie pe valea râului Nera, la 100 km nord-est de Roma, 40 nord-vest de Rieti și la 30 km sud de Spoleto. Orașul se întinde pe o suprafață de 211 km², și avea în 2009, 112.735 loc. Terni se află pe linia de cale ferată, Roma - Ancona. Localități vecine sunt: Acquasparta, Arrone, Colli sul Velino (RI), Labro (RI), Montecastrilli, Montefranco, Narni, Rieti (RI), San Gemini, Spoleto (PG) și Stroncone.

## Istoric

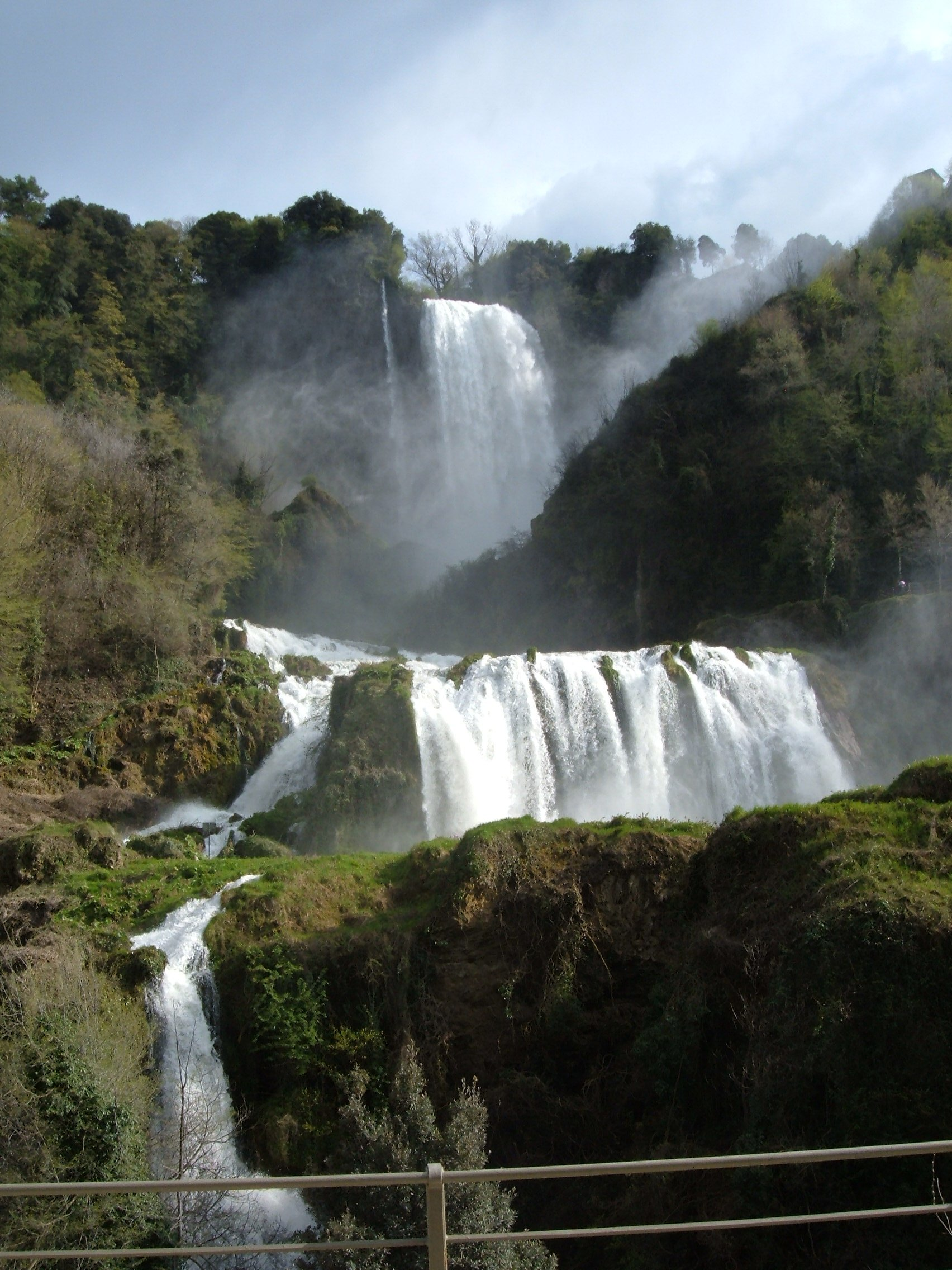
Cascata delle Marmore

Orașul a luat probabil ființă prin secolul VII î.Hr. fiind întemeiat de umbri. În timpul perioadei romane era unul din orașele importante de pe drumul "Via Flaminia", el fiind cunoscut prin apele termale din regiune. În apropierea orașului se află cascada "Cascata delle Marmore" (165 m) el fiind cea mai mare cascadă în Europa. Cascada a luat naștere în timpul romanilor, prin devierea printr-un canal a cursului râului Velino. Canalul a fost construit în anul 271 î.Hr. în timpul consulului roman Manius Curius Dentatus, pentru desecarea regiunii mlăștinoase. În evul mediu și prin anii 1950, canalul a fost de mai multe ori refăcut, azi pe cursul lui se află o hidrocentrală.

## Demografie
Terni - evoluția demografică

|  | Graficele sunt indisponibile din cauza unor probleme tehnice. Mai multe informații se găsesc la Phabricator și la wiki-ul MediaWiki. |

Date: Recensăminte sau birourile de statistică - grafică realizată de Wikipedia